# Henrik Lerche
Henrik Lerche (født 11. januar 1956) er en dansk journalist, der i øjeblikket er studievært på 'DR2 Dagen' hos DR.
Lerche blev uddannet journalist fra Danmarks Journalisthøjskole i 1981. Derefter blev han ansat ved Roskilde Tidende og kom i 1984 til Tipsbladet. I 1985 blev han ansat i DR, først på Radiosporten og fra 1994 ved TV-Avisen. I 1995 blev han redaktionschef på Sportnyt, men vendte i 1998 tilbage til TV-Avisen. Han var en årrække TV-Avisens korrespondent i Moskva, hvorfra han og hans kone Susan Hoffmann, der ligeledes er journalist, vendte hjem i 2004.